# Komórka Sertolego

Ściana kanalika nasiennego – komórkę Sertolego oznaczono numerem 7
Legenda (pozostałe elementy)
1. błona podstawna
2. spermatogonia
3. spermatocyt I rzędu
4. spermatocyt II rzędu
5. spermatyda
6. dojrzała spermatyda
7. komórka Sertolego
8. obwódka zamykająca (bariera krew–jądro)

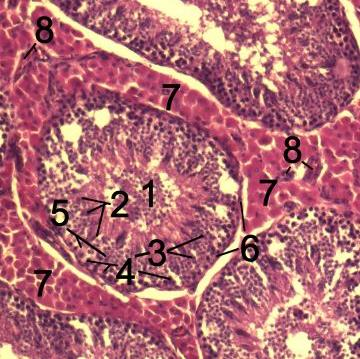
Przekrój przez miąższ jądra knura. 1. światło kanalików krętych, 2. spermatydy, 3. spermatocyty, 4. spermatogonia, 5. komórki Sertolego, 6. miofibroblasty, 7. komórki Leydiga, 8. włośniczki

Komórka Sertolego (w użyciu jest także nazwa komórka Sertoliego, która jest jednak niepoprawna), komórka podporowa – wysoka, stożkowata, nieproliferująca komórka kanalika nasiennego (krętego) w jądrze, wspomagająca i kontrolująca proces spermatogenezy.
Komórki Sertolego są wysokimi komórkami podporowymi, sięgającymi światła kanalika, znajdującymi się na błonie podstawnej pomiędzy komórkami plemnikotwórczymi. Bocznie wytwarzają wypustki, które łącząc się z sąsiednimi wypustkami tworzą połączenia międzykomórkowe typu jonowego. Te połączenia są częścią bariery krew–jądro.
Wyposażenie cytoplazmatyczne stanowi przypodstawnie położone jądro z trójdzielnym jąderkiem i liczne cysterny szorstkiej i gładkiej siateczki śródplazmatycznej. Cytoplazma tworzy wiele fałdów i wpukleń na powierzchniach bocznych i przyszczytowej – leżą na nich komórki plemnikotwórcze. W obrębie fałdów spotykamy elementy cytoszkieletu. Pod błoną komórkową znajdują się skupiska filamentów aktynowych i kanaliki gładkiej siateczki śródplazmatycznej.
Komórki Sertolego pełnią szereg istotnych funkcji dla prawidłowego przebiegu spermatogenezy:
- boczne fałdy sąsiednich komórek połączone strefami zamykającymi w dolnej części tworzą barierę krew–jądro
- fagocytują cytoplazmę spermatyd odczepionych podczas spermatogenezy
- funkcja podporowa (dzięki dobrze rozwiniętemu cytoszkieletowi), funkcja odżywcza (wydzielanie płynu bogatego we fruktozę), uczestniczy w tym białko KATNAL1, którego niedobór wywołuje złuszczanie nabłonka plemnikotwórczego do światła kanalików nasiennych, co prowadzi do bezpłodności i obniżenia masy jąder[6]
- regulują stężenie testosteronu w kanaliku nasiennym poprzez wydzielanie białka wiążącego androgeny (ABP, androgen-binding protein) zapewniającego wysokie stężenie testosteronu w jądrze i najądrzu
- poprzez wydzielanie szeregu substancji biologiczne czynnych (TGF alfa i beta, czynniki wzrostu IGF) regulują przebieg spermatogenezy; wydzielają transferynę jądrową (odpowiada ona za transport żelaza do komórek plemnikotwórczych), inhibinę (SCF, Sertoli cell factor, hamuje wydzielanie FSH w przysadce) oraz czynnik pobudzający syntezę testosteronu w komórkach Leydiga. Aktywina A wydzielana przez komórki Sertolego podczas spermatogenezy indukuje morfologiczne przemiany mitochondriów spermatyd, prowadzące do powstania skondensowanej struktury tych organelli.
- we wczesnej fazie życia prenatalnego komórki Sertolego syntetyzują hormon antymüllerowski (białko hamujące rozwój przewodów przyśródnerczowych), mając tym samym wpływ na determinację płci[5].

Nazwa eponimiczna upamiętnia włoskiego histologa Enrico Sertolego.